# Profertil Arena Hartberg
Profertil Arena Hartberg (do 2014 roku Stadion Hartberg) – wielofunkcyjny stadion w Hartbergu, w Austrii. Został otwarty w 1946 roku. Może pomieścić 5024 widzów. Swoje spotkania rozgrywają na nim piłkarze klubu TSV Hartberg. W 2018 roku zespół ten uzyskał historyczny awans do austriackiej Bundesligi.
Na stadionie odbywały się również towarzyskie spotkania piłkarskich reprezentacji narodowych.